# Щемилівка
Щеми́лівка — місцевість Кременчука. Розташована в центральній частині міста.

## Розташування
Місцевість розташована на півдні лівобережного Кременчука. На півдні межує з Центром міста. Північніше розташована Ревівка.

## Опис
Щемилівка — спальний район з переважною частиною приватних будинків.
Транспорт який обслуговує мікрорайон Щемилівка:
Маршрутне таксі 2, 2В, 9, 17